# Montaner
Pour les articles homonymes, voir Montaner (homonymie).
Montaner (prononcer [mɔ̃tane] ; en béarnais Montaner ou Mountané) est une commune française située dans le département des Pyrénées-Atlantiques, en région Nouvelle-Aquitaine.

## Géographie

### Localisation
La commune de Montaner se trouve dans le département des Pyrénées-Atlantiques, en région Nouvelle-Aquitaine.
Elle se situe à 39 km par la route de Pau, préfecture du département, et à 27 km de Morlaàs, bureau centralisateur du canton du Pays de Morlaàs et du Montanérès dont dépend la commune depuis 2015 pour les élections départementales.
La commune fait en outre partie du bassin de vie de Vic-en-Bigorre.
Les communes les plus proches sont : 
Tarasteix (2,8 km), Casteide-Doat (3,1 km), Ponson-Debat-Pouts (3,2 km), Sanous (3,7 km), Pontiacq-Viellepinte (3,9 km), Talazac (4,0 km), Saint-Lézer (4,2 km), Lamayou (4,3 km).
Sur le plan historique et culturel, Montaner fait partie de la province du Béarn, qui fut également un État et qui présente une unité historique et culturelle à laquelle s’oppose une diversité frappante de paysages au relief tourmenté.

### Communes limitrophes
Les communes limitrophes sont Escaunets, Saint-Lézer, Siarrouy, Talazac, Tarasteix, Casteide-Doat, Ponson-Debat-Pouts, Pontiacq-Viellepinte et Lamayou.
| Lamayou (par un quadripoint)                      | Casteide-Doat               | Saint-Lézer (Hautes-Pyrénées) |
| Pontiacq-Viellepinte, Escaunets (Hautes-Pyrénées) | Montaner                    | Talazac (Hautes-Pyrénées)     |
| Ponson-Debat-Pouts                                | Tarasteix (Hautes-Pyrénées) | Siarrouy (Hautes-Pyrénées)    |

### Hydrographie

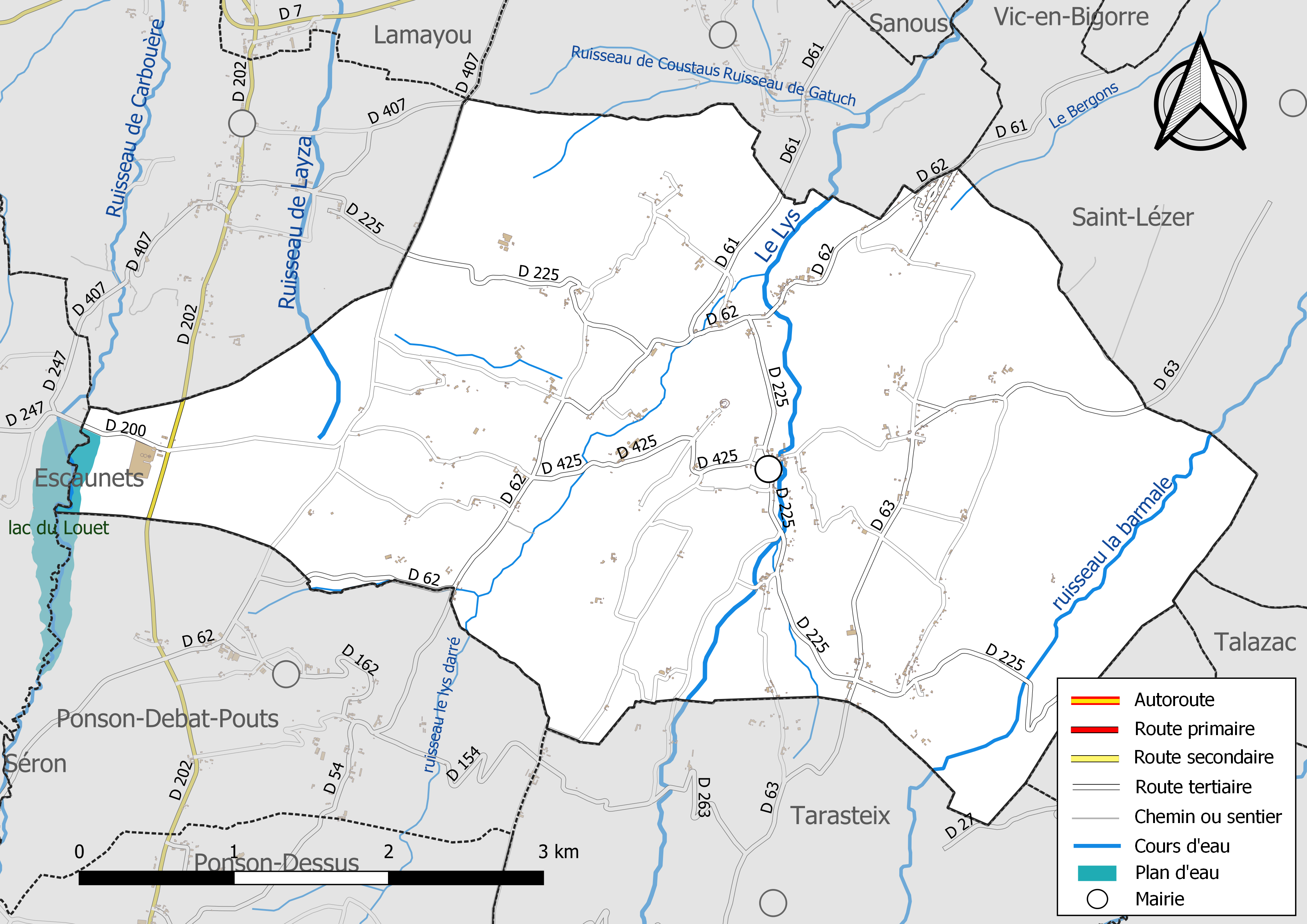
Réseaux hydrographique et routier de Montaner.

La commune est drainée par le Lys, le ruisseau de Layza ou Ayza, le ruisseau de Carbouère, la Barmale, le Bergons, le ruisseau de Gatuch, le ruisseau le lys darré, et par divers petits cours d'eau, constituant un réseau hydrographique de 15 km de longueur totale,.
Le Lys, d'une longueur totale de 29,6 km, prend sa source dans la commune de Ger et s'écoule du sud vers le nord. Il traverse la commune et se jette dans l'Échez à Larreule, après avoir traversé 10 communes.
L’Ayza, d'une longueur totale de 27,5 km, prend sa source dans la commune et s'écoule du sud vers le nord. Il traverse la commune et se jette dans le Louet à Hères, après avoir traversé 13 communes.
Le Carbouère, d'une longueur totale de 17,3 km, prend sa source dans la commune de Ger et s'écoule du sud vers le nord. Il traverse la commune et se jette dans le Louet à Bentayou-Sérée, après avoir traversé 10 communes.
La Barmale, appelée également la Luzerte, d'une longueur totale de 16 km, prend sa source dans la commune de Ger et s'écoule du sud vers le nord. Elle traverse la commune et se jette dans le canal de Luzerte à Saint-Lézer, après avoir traversé 6 communes.
Le Bergons, d'une longueur totale de 25,1 km, prend sa source dans la commune de Moncaup et s'écoule du sud vers le nord. Il traverse la commune et se jette dans l'Adour à Saint-Mont, après avoir traversé 9 communes.
Il s'agit dans l'ensemble d'affluents (ou sous-affluents) du fleuve Adour.

### Climat
Pour des articles plus généraux, voir Climat de la Nouvelle-Aquitaine et Climat des Pyrénées-Atlantiques.
Historiquement, la commune est exposée à un climat de montagne.  
En 2020, Météo-France publie une typologie des climats de la France métropolitaine dans laquelle la commune est toujours exposée à un climat de montagne et est dans la région climatique Pyrénées atlantiques, caractérisée par une pluviométrie élevée (>1 200 mm/an) en toutes saisons, des hivers très doux (7,5 °C en plaine) et des vents faibles.
Pour la période 1971-2000, la température annuelle moyenne est de 12,8 °C, avec une amplitude thermique annuelle de 14,2 °C. Le cumul annuel moyen de précipitations est de 1 087 mm, avec 11,1 jours de précipitations en janvier et 7,9 jours en juillet. Pour la période 1991-2020, la température moyenne annuelle observée sur la station météorologique la plus proche, située sur la commune de Vic-en-Bigorre à 6,66 km à vol d'oiseau, est de 13,1 °C et le cumul annuel moyen de précipitations est de 937,3 mm,. Pour l'avenir, les paramètres climatiques de la commune estimés pour 2050 selon différents scénarios d'émission de gaz à effet de serre sont consultables sur un site dédié publié par Météo-France en novembre 2022.

### Milieux naturels et biodiversité
L’inventaire des zones naturelles d'intérêt écologique, faunistique et floristique (ZNIEFF) a pour objectif de réaliser une couverture des zones les plus intéressantes sur le plan écologique, essentiellement dans la perspective d’améliorer la connaissance du patrimoine naturel national et de fournir aux différents décideurs un outil d’aide à la prise en compte de l’environnement dans l’aménagement du territoire.
Trois ZNIEFF de type 1 sont recensées sur la commune, : 
- le « bois des collines de l'Ouest tarbais » (3 095,09 ha), couvrant 13 communes dont 2 dans les Pyrénées-Atlantiques et 11 dans les Hautes-Pyrénées[21] ;
- le « lac du Louet et ruisseau de Louet Daban en amont » (152,56 ha), couvrant 6 communes dont 4 dans les Pyrénées-Atlantiques et 2 dans les Hautes-Pyrénées[22],
- le « réseau hydrographique de l'Echez » (392,15 ha), couvrant 26 communes dont 3 dans les Pyrénées-Atlantiques et 23 dans les Hautes-Pyrénées[23] ;

et une ZNIEFF de type 2,, : 
le « plateau de Ger et coteaux de l'Ouest tarbais » (6 409,37 ha), couvrant 26 communes dont 6 dans les Pyrénées-Atlantiques et 20 dans les Hautes-Pyrénées.

## Urbanisme

### Typologie
Au 1er janvier 2024, Montaner est catégorisée commune rurale à habitat très dispersé, selon la nouvelle grille communale de densité à sept niveaux définie par l'Insee en 2022.
Elle est située hors unité urbaine. Par ailleurs la commune fait partie de l'aire d'attraction de Tarbes, dont elle est une commune de la couronne,. Cette aire, qui regroupe 153 communes, est catégorisée dans les aires de 50 000 à moins de 200 000 habitants,.

### Occupation des sols

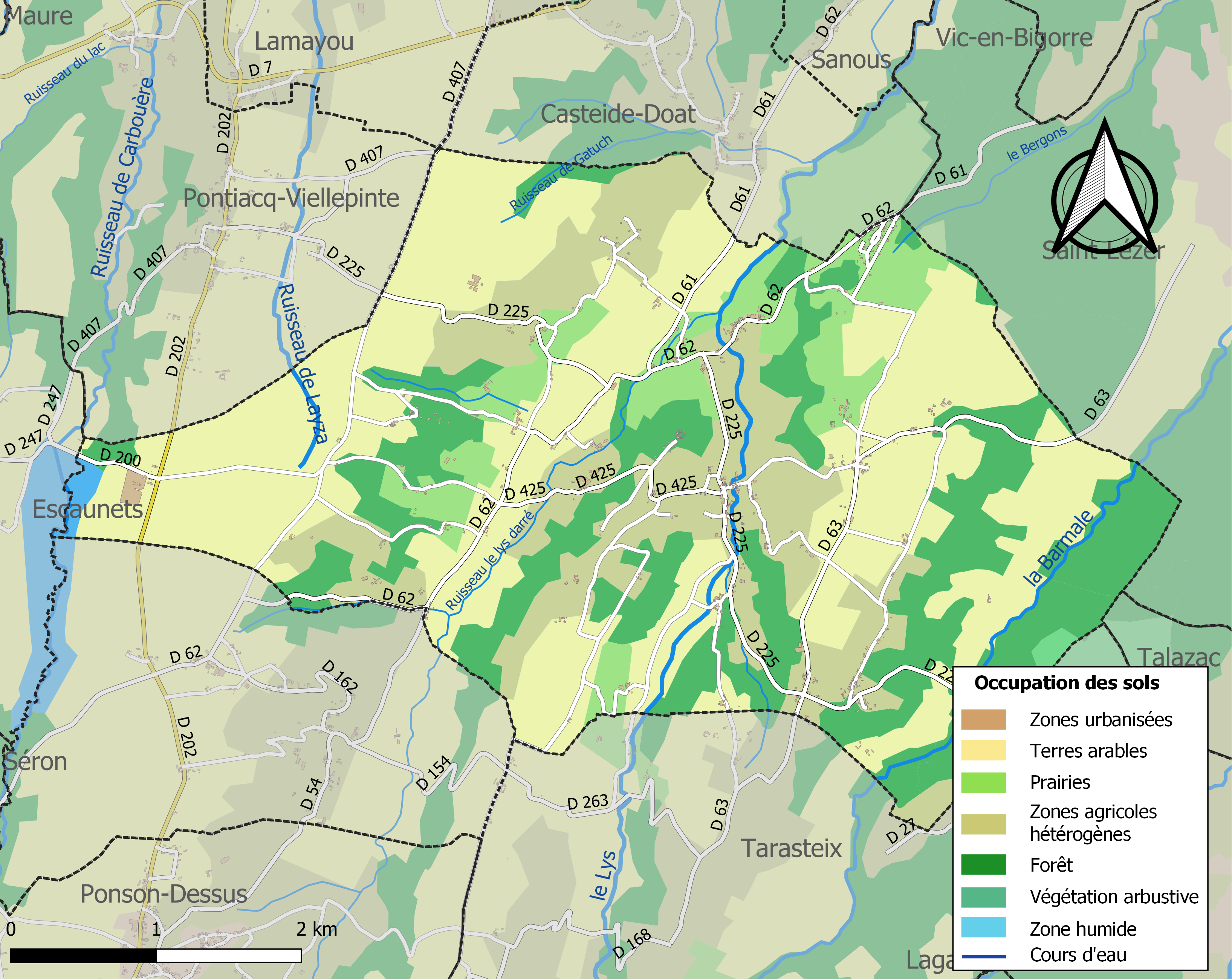
Carte des infrastructures et de l'occupation des sols de la commune en 2018 (CLC).

L'occupation des sols de la commune, telle qu'elle ressort de la base de données européenne d’occupation biophysique des sols Corine Land Cover (CLC), est marquée par l'importance des territoires agricoles (74,4 % en 2018), une proportion sensiblement équivalente à celle de 1990 (74,1 %). La répartition détaillée en 2018 est la suivante : 
terres arables (44,6 %), forêts (25 %), zones agricoles hétérogènes (20,6 %), prairies (9,1 %), eaux continentales (0,4 %), milieux à végétation arbustive et/ou herbacée (0,3 %).
L'IGN met par ailleurs à disposition un outil en ligne permettant de comparer l’évolution dans le temps de l’occupation des sols de la commune (ou de territoires à des échelles différentes). Plusieurs époques sont accessibles sous forme de cartes ou photos aériennes : la carte de Cassini (XVIIIe siècle), la carte d'état-major (1820-1866) et la période actuelle (1950 à aujourd'hui).

### Lieux-dits et hameaux
- Ainx
- Belle Garde
- Berry
- Camabracq
- Château
- Gailhés
- les Gueits
- Lassègues
- Lasserre
- Lasserre-Nabias
- Lasserre-Trauquet
- Laulet
- Maleix
- Marseillou
- Mouret
- Orbère
- Parrain
- Parsan d'Orbères
- Ser

### Voies de communication et transports
La commune est desservie par les routes départementales D 61, D 62, D 63, D 200, D 202, D 225 et D 425.

### Risques majeurs
Le territoire de la commune de Montaner est vulnérable à différents aléas naturels : météorologiques (tempête, orage, neige, grand froid, canicule ou sécheresse), inondations et séisme (sismicité modérée). Il est également exposé à un risque technologique, la rupture d'un barrage. Un site publié par le BRGM permet d'évaluer simplement et rapidement les risques d'un bien localisé soit par son adresse soit par le numéro de sa parcelle.

#### Risques naturels
Certaines parties du territoire communal sont susceptibles d’être affectées par le risque d’inondation par une crue à  débordement lent de cours d'eau, notamment le Lys, le ruisseau la Barmale, le ruisseau de Carbouère et le ruisseau de Layza. La commune a été reconnue en état de catastrophe naturelle au titre des dommages causés par les inondations et coulées de boue survenues en 1982, 2009 et 2011,.

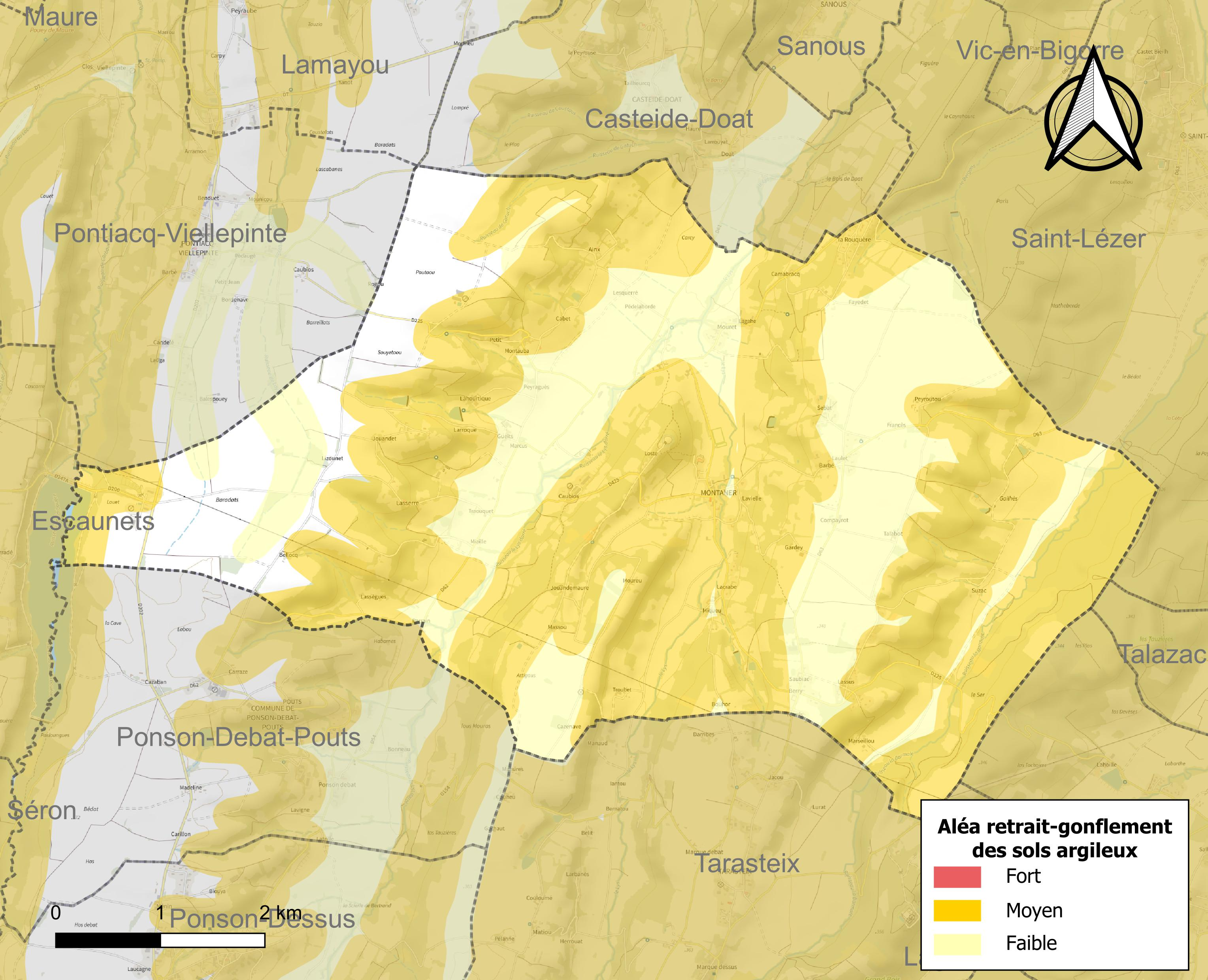
Carte des zones d'aléa retrait-gonflement des sols argileux de Montaner.

Le retrait-gonflement des sols argileux est susceptible d'engendrer des dommages importants aux bâtiments en cas d’alternance de périodes de sécheresse et de pluie. 63,9 % de la superficie communale est en aléa moyen ou fort (59 % au niveau départemental et 48,5 % au niveau national). Depuis le 1er octobre 2020, en application de la loi ELAN, différentes contraintes s'imposent aux vendeurs, maîtres d'ouvrages ou constructeurs de biens situés dans une zone classée en aléa moyen ou fort,.

#### Risque technologique
La commune est en outre située en aval de barrages de classe A. À ce titre elle est susceptible d’être touchée par l’onde de submersion consécutive à la rupture de cet ouvrage.

## Toponymie
Le toponyme Montaner apparaît sous les formes Montanerius (vers 1030, cartulaire de l'abbaye de Saint-Pé), Montanerium (1118, cartulaire du château de Pau) et Saint-Michel de Montaner (1675, réformation de Béarn).
Son nom béarnais est Montaner ou Mountané.
Ainx, hameau de la commune, est attesté sous les formes Anhx (1376, montre militaire de Béarn), Ains (1675, réformation de Béarn et Anx (1863, dictionnaire topographique Béarn-Pays basque).
Le toponyme Gailhés apparaît sous les formes Galie (1385, censier de Béarn), Galhees et Galhes (respectivement 1538 et 1547, réformation de Béarn) et Gaillès (1863, dictionnaire topographique Béarn-Pays basque).
Le toponyme Lasserre apparaît sous les formes La Serre (XIIIe siècle, fors de Béarn) et Saint-Martin de Lasserre (1675, réformation de Béarn).
Le toponyme Nabias apparaît sous les formes Nabia (1385, censier de Béarn) et Nabiaas (1547, réformation de Béarn).

## Histoire
Montaner doit son nom à un seigneur nommé Aner qui a choisi de s'y établir au VIIIe siècle.
En 1370, Gaston Fébus en fait une place stratégique aux confins du Béarn face à la Bigorre et à l'Armagnac. Il y fait construire une forteresse dominant la vallée de l'Adour.
Paul Raymond note que la vicomté de Montaner était vassale des comtes de Gascogne et qu'en 1385, Montaner comptait quatre-vingt-six feux.
Le bailliage de Montaner comprenait en 1385 les communes de Bentayou-Sérée, Casteide-Doat, Castéra, Ger, Labatut-Figuère, Lombia, Loubix, Luc, Lucarré, Maure, Momy, Mongaston (hameau de Lamayou), Monségur, Montaner, Ponson-Debat, Ponson-Dessus, Pontacq, Pontiacq-Viellepinte, Saubole et Sedze-Maubecq.
Montaner était le chef-lieu d'une notairie comptant Aast, Casteide-Doat, Labatut-Figuère, Lamayou, Lombia, Lucarré, Maure, Momy, Mongaston (hameau de Lamayou), Monségur, Montaner, Ponson-Debat-Pouts, Ponson-Dessus, Pontiacq-Viellepinte, Samonzet (hameau de Lamayou), Sedze et Sérée.
Gailhès et Nabias étaient des fiefs vassaux de la vicomté de Béarn.
Lasserre était au XIIIe siècle le titre d'un archiprêtré du diocèse de Tarbes.

### Liste des seigneurs de Montaner

Vicomtes de Béarn : d'or aux deux vaches de gueules, accornées, colletées et clarinées d'azur, passant l'une sur l'autre.
Blason : famille de Péguilhan : De gueules à trois épées accostées d'argent garnies d'or les pointes en bas[45].

#### Vicomte de Montaner
- Dat, vicomte de Montaner
- Otto-dato, fils de Dat, Vicomte de Montaner vers 970[46].
- Guillaume Otton, fils d'Otto, vicomte de Montaner, vers 1060.
- Bernard, fils de Guillaume, vicomte de Montaner.
- Odon, successeur de Bernard, vicomte de Montaner.
- Arnaud Aner de Montaner, vers 1096[47]

La vicomté de Montaner dépend du seigneur de Béarn :
- Talèse d'Aragon, vicomtesse de Montaner, petite-fille et héritière d’Arnaud-Aner, dernier vicomte du Montaneres, épouse en 1085 Gaston IV de Béarn dit « Le croisé », vicomte de Béarn. Elle reçut en dot la vicomté de Montaner, qui passa ainsi dans le patrimoine des vicomtes de Béarn.

#### Maison de Béarn[48]
- Marthe de Béarn, fille de Gaston VII de Béarn, soustrait la vicomté de Montaner au domaine béarnais par mariage avec Géraud VI d'Armagnac, Comte d'Armagnac en 1260. Mais les filles de Gaston VII, vicomte de Béarn, autorisent leur père à disposer de tous les biens qu'il possédait en deçà et au-delà des Pyrénées.
- Marguerite de Béarn, fille de Gaston VII de Béarn hérite de la terre et château de Montaner[49].

#### Famille de Péguilhan[50]
- François de Péguilhan (vers 1545-vers 1614), marié à Catherine d'Abadie, seigneur de Montaner ;
- Antoine de Péguilhan, (vers 1614- ), marié en 1623 à Marguerite d'Espagne, seigneur de Montaner ;
- César de Péguilhan, seigneur de Montaner ;
- François de Péguilan II, seigneur de Montaner ;
- Urbain de Péguilhan, seigneur de Montaner ;

## Héraldique
| Blason | Blasonnement : Écartelé, au premier et au quatrième d'or à la vache de gueules clarinées d'azur, au deuxième et au troisième d'azur à la lettre M d'argent. |

## Politique et administration
| Période                                  | Période  | Identité          | Étiquette | Qualité |
| ---------------------------------------- | -------- | ----------------- | --------- | ------- |
| Les données manquantes sont à compléter. |          |                   |           |         |
| 1995                                     | 2001     | Robert Compayrot  |           |         |
| 2001                                     | 2020     | Dominique Lagahe  |           |         |
| 2020                                     | En cours | Francis Biès-Péré |           |         |

### Intercommunalité
Montaner fait partie de quatre structures intercommunales :
- le SIVOM du canton de Montaner ;
- le SIVOS de la vallée du Lys ;
- le syndicat d'énergie des Pyrénées-Atlantiques ;
- le syndicat intercommunal d'alimentation en eau potable (SIAEP) du Vic-Bilh Montanérès.

La commune accueille le siège du SIVOS de la vallée du Lys.

## Population et société

### Démographie
L'évolution du nombre d'habitants est connue à travers les recensements de la population effectués dans la commune depuis 1793. Pour les communes de moins de 10 000 habitants, une enquête de recensement portant sur toute la population est réalisée tous les cinq ans, les populations de référence des années intermédiaires étant quant à elles estimées par interpolation ou extrapolation. Pour la commune, le premier recensement exhaustif entrant dans le cadre du nouveau dispositif a été réalisé en 2007.

En 2022, la commune comptait 416 habitants, en évolution de −5,67 % par rapport à 2016 (Pyrénées-Atlantiques : +3,78 %, France hors Mayotte : +2,11 %).
| 1793 | 1800 | 1806 | 1821 | 1831 | 1836 | 1841 | 1846 | 1851 |
| ---- | ---- | ---- | ---- | ---- | ---- | ---- | ---- | ---- |
| 809  | 812  | 803  | 857  | 925  | 944  | 951  | 902  | 907  |

| 1856 | 1861 | 1866 | 1872 | 1876 | 1881 | 1886 | 1891 | 1896 |
| ---- | ---- | ---- | ---- | ---- | ---- | ---- | ---- | ---- |
| 893  | 839  | 827  | 825  | 788  | 786  | 771  | 738  | 684  |

| 1901 | 1906 | 1911 | 1921 | 1926 | 1931 | 1936 | 1946 | 1954 |
| ---- | ---- | ---- | ---- | ---- | ---- | ---- | ---- | ---- |
| 619  | 621  | 575  | 527  | 522  | 501  | 483  | 468  | 470  |

| 1962 | 1968 | 1975 | 1982 | 1990 | 1999 | 2006 | 2007 | 2012 |
| ---- | ---- | ---- | ---- | ---- | ---- | ---- | ---- | ---- |
| 433  | 391  | 364  | 409  | 509  | 465  | 459  | 459  | 460  |

| 2017 | 2022 | - | - | - | - | - | - | - |
| ---- | ---- | - | - | - | - | - | - | - |
| 432  | 416  | - | - | - | - | - | - | - |

## Culture locale et patrimoine

### Patrimoine civil

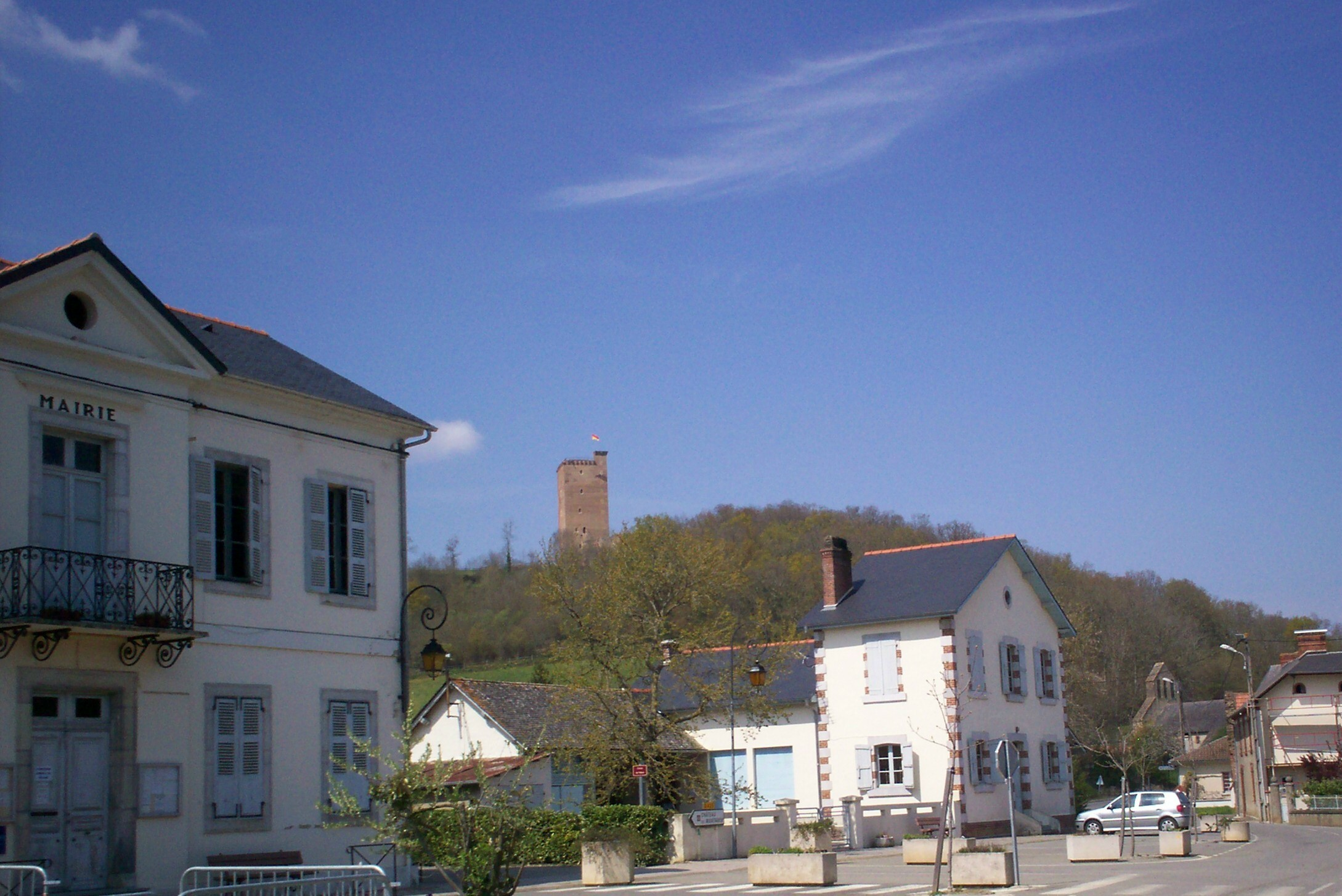
La forteresse dominant le village.

Les vestiges d'un castelnau du XIIIe siècle témoignent du passé ancien de la commune.
Le château de Montaner a été édifié au XIVe siècle par Sicard de Lordat à la demande de Gaston Fébus pour protéger les frontières du Béarn face à la Bigorre et à l'Armagnac. Il comprend une vaste enceinte polygonale percée de deux portes et hérissée d'un haut donjon carré classé à l'inventaire des monuments historiques depuis 1970. La porte du donjon par laquelle on accède, encore aujourd'hui, à la forteresse est surmontée du blason de Foix-Béarn, lui-même coiffé de la formule "Febus me fe", soit "Fébus me fit". Depuis 1854, le château est mis en valeur et géré par le conseil général des Pyrénées-Atlantiques. En été, sont organisés de nombreux spectacles et animations sur le thème du Moyen Âge.
Le moulin de Moutoussé est aujourd'hui un écomusée retraçant la vie d'un meunier. Six moulins étaient répertoriés sur le Lis en 1675.
Montaner présente un ensemble de demeures et de fermes des XVIIe, XVIIIe et XIXe siècles.

### Patrimoine religieux
Le morcellement du territoire communal en plusieurs hameaux explique l'existence de quatre églises à Montaner.
Ces églises recèlent du mobilier,,,, des tableaux,,, des statues,, et des objets,, inscrits à l'inventaire général du patrimoine culturel.

#### L'église Saint-Michel

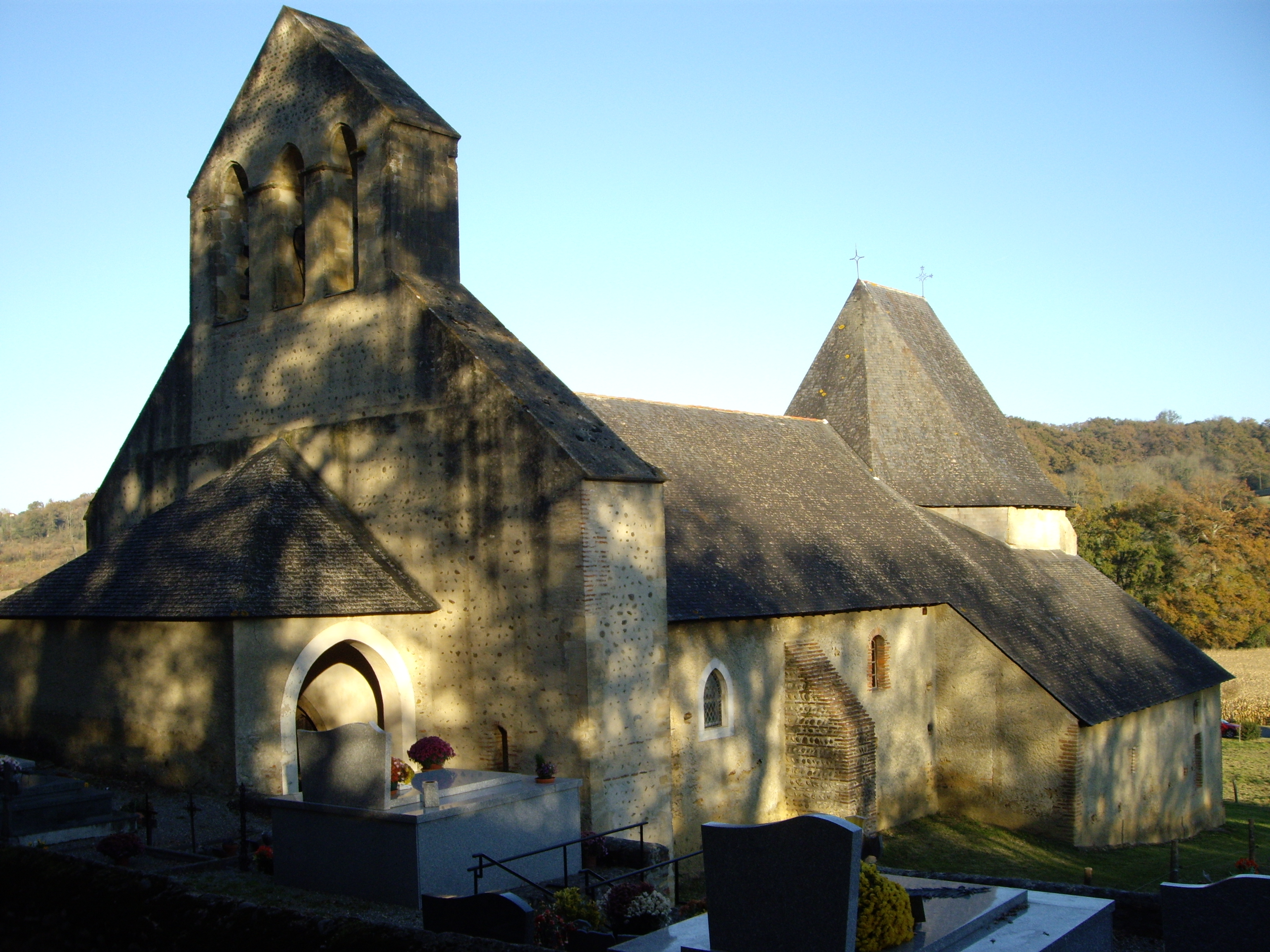
L'église Saint-Michel de Montaner.
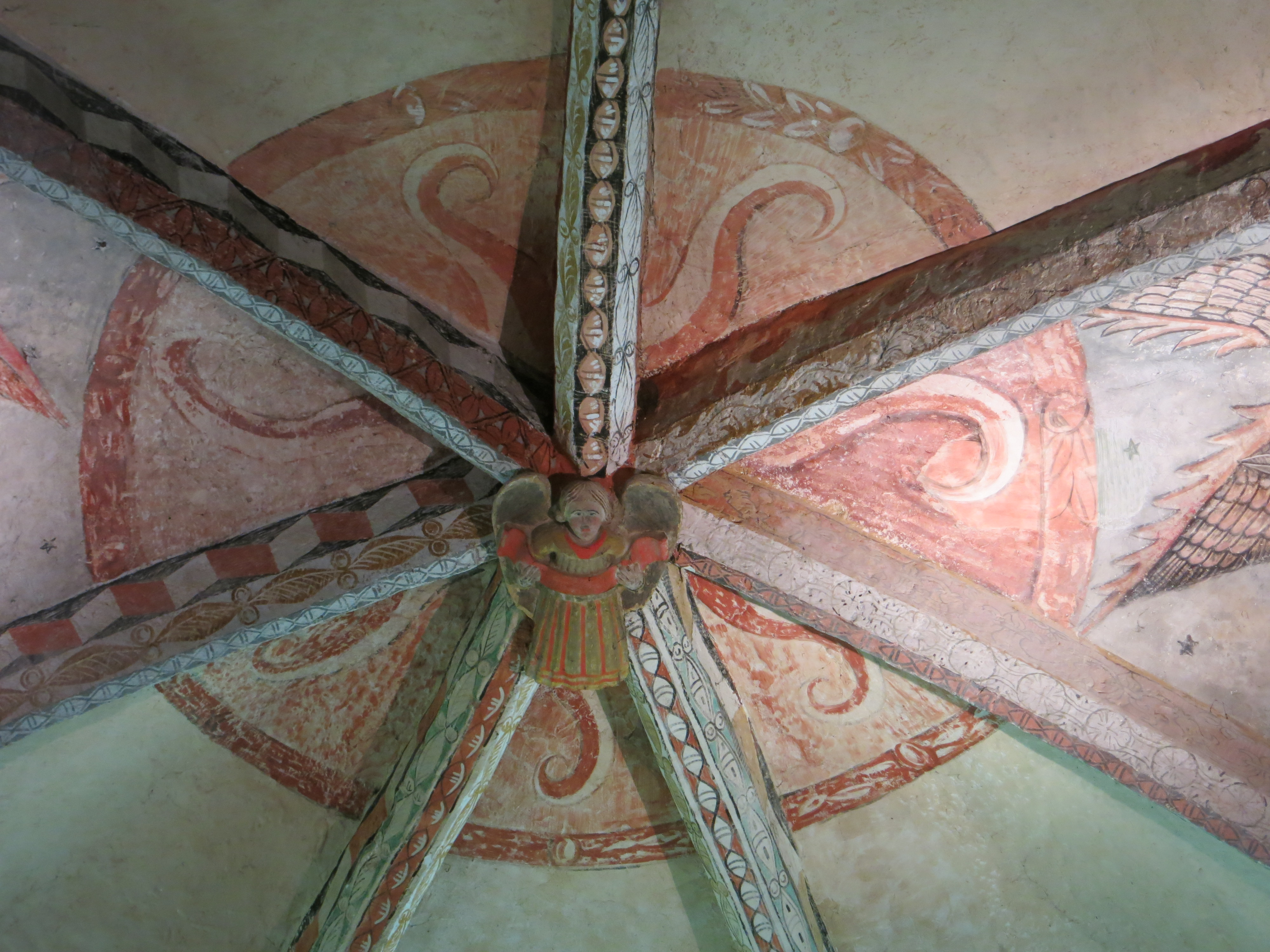
La clef de voûte de l'église.
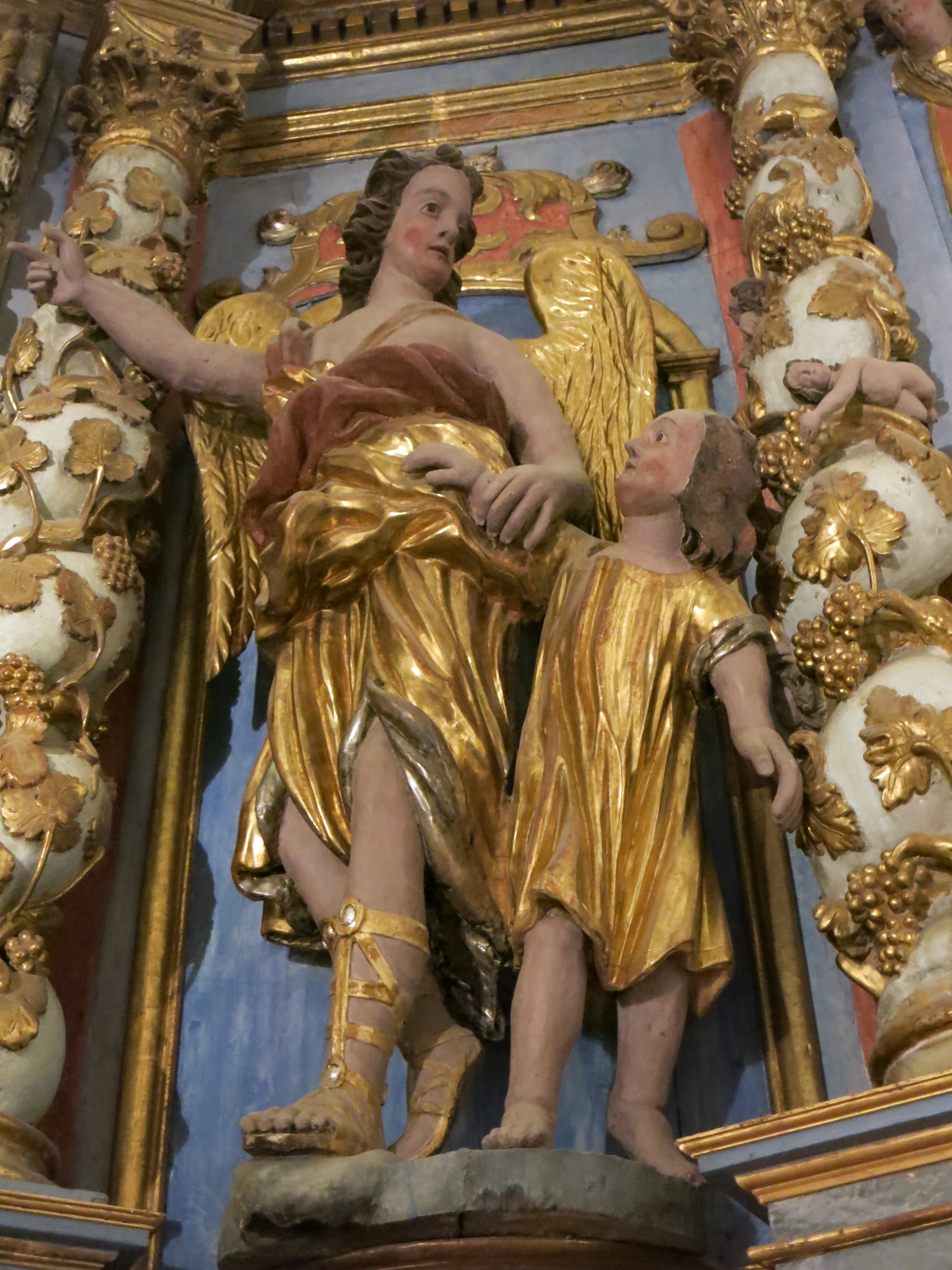
Détail du retable majeur, XVIIIe siècle.
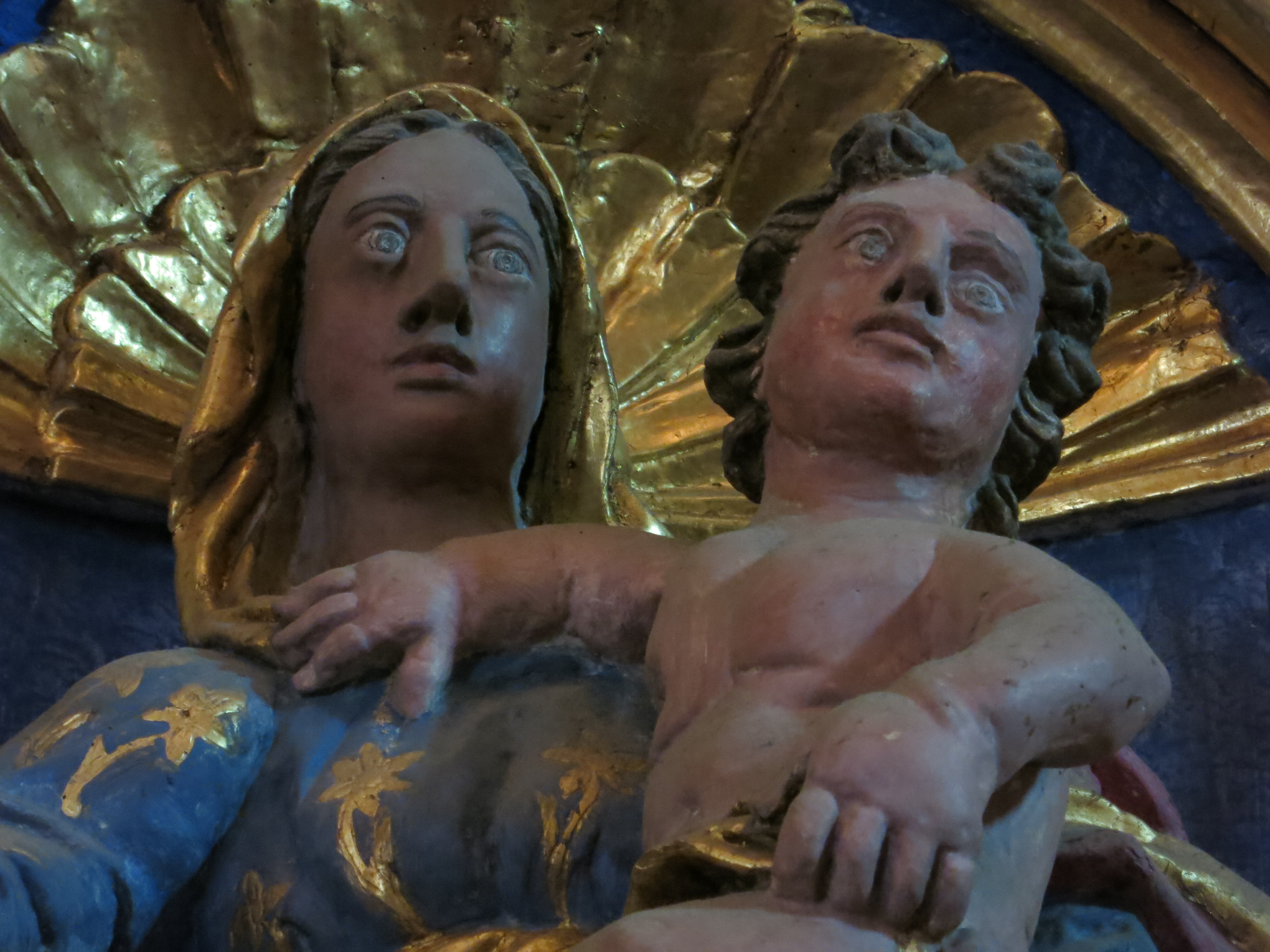
Vierge à l'enfant, XVIIIe siècle.
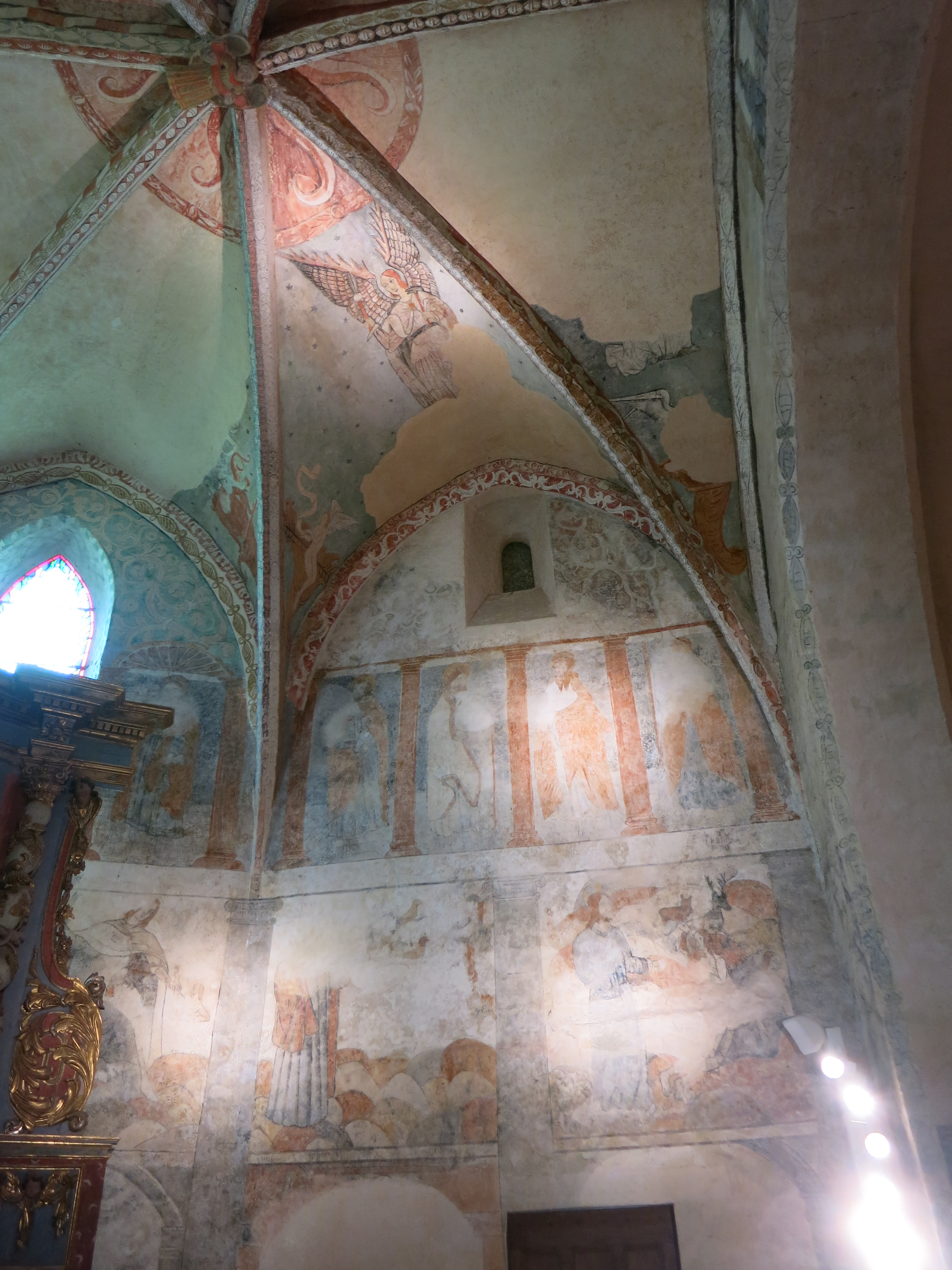
Des murs peints de la fin du Moyen Âge.
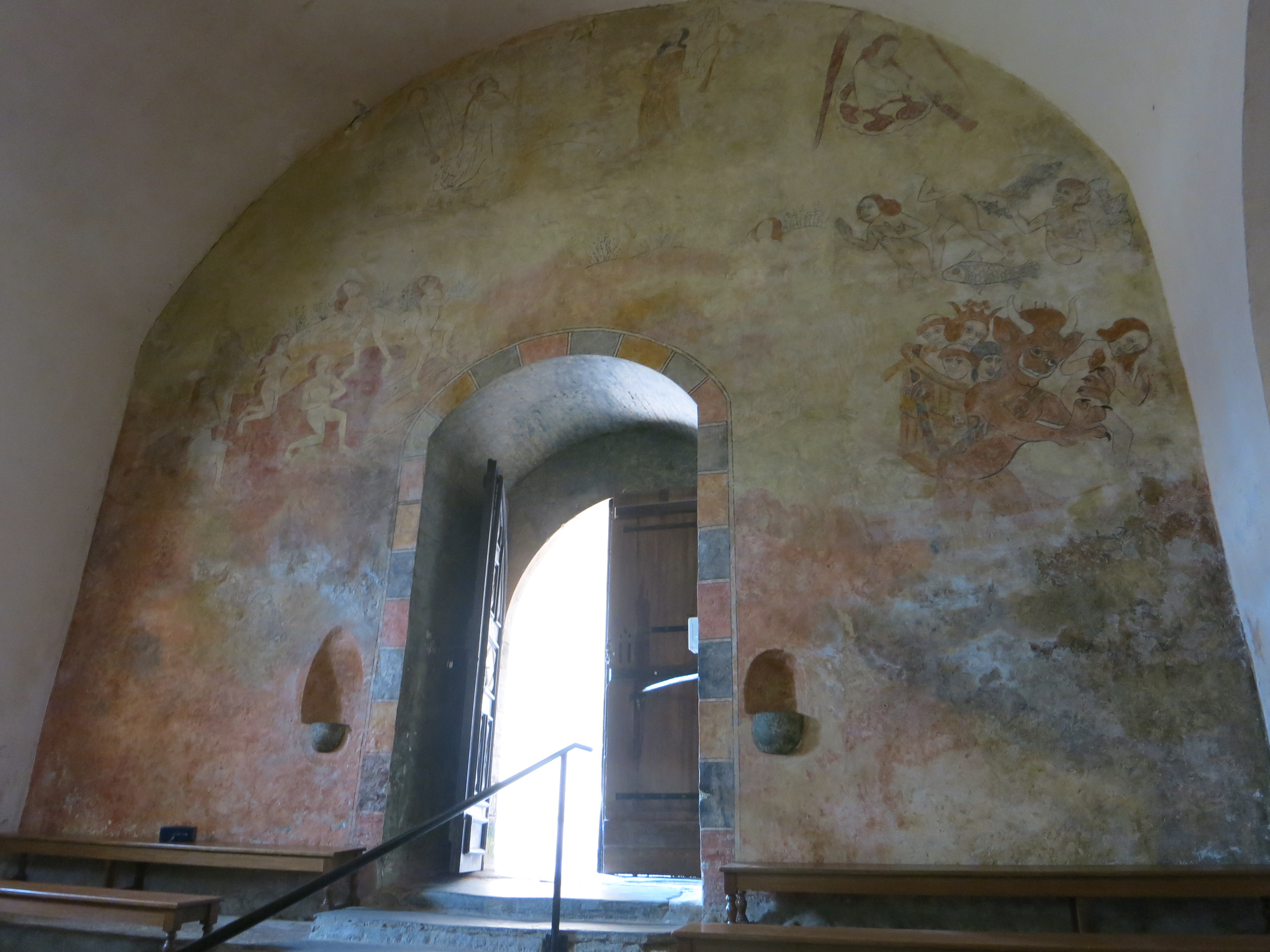
Fresque de la fin du Moyen Âge représentant le jugement dernier, dans l'église Saint-Michel.
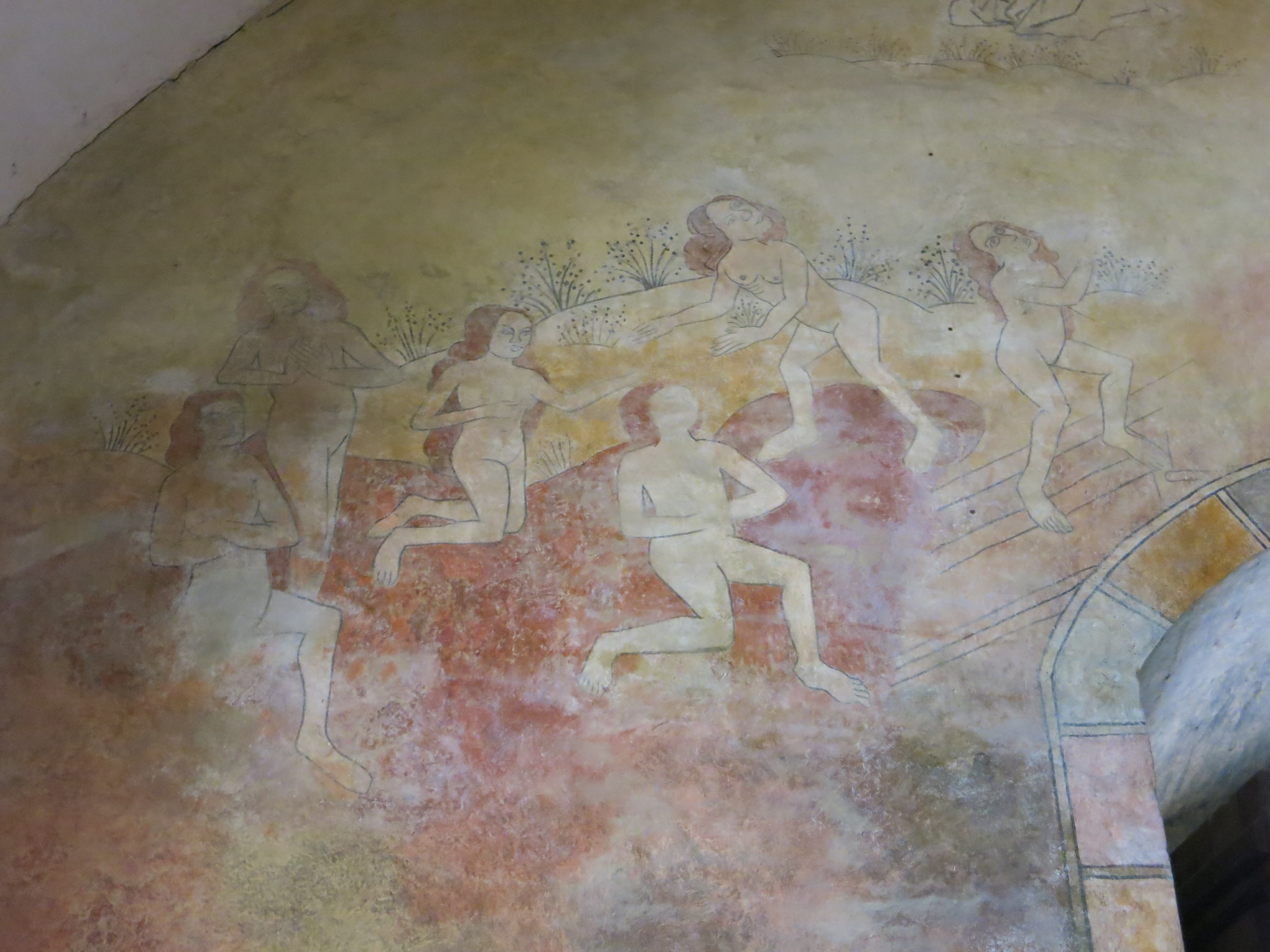
La résurrection, détail de la fresque du jugement dernier.
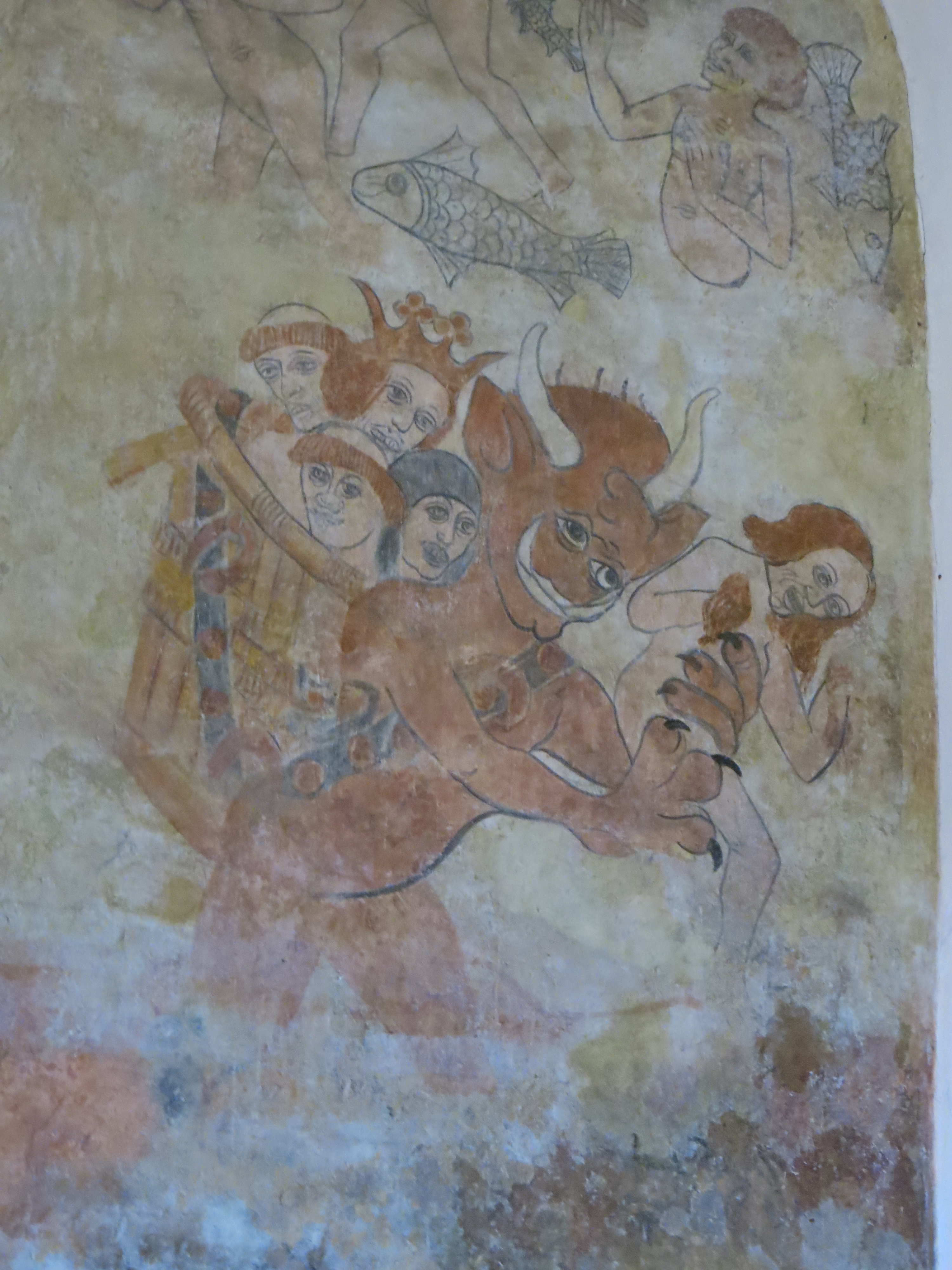
La moisson des âmes.

L'église Saint-Michel de Montaner, bâtie dès le XIe siècle sur les pentes de la butte supportant la forteresse, a été classée en 1957 comme monument historique. Cet édifice gothique abrite un remarquable ensemble de fresques du XVe siècle et un retable monumental datant du XVIIIe siècle que l'on attribue à Marc Ferrère. Les fresques ont été recouvertes de chaux par les protestants, ce qui les a abîmées tout en les protégeant de la lumière. Le côté intérieur du mur d'entrée est orné d'une grande fresque représentant le jugement dernier. On y voit entre autres une intéressante moisson des âmes où un démon charge sa hotte de ceux qu'il emmène en enfer. On y voit un homme aux mains coupées — un voleur —, deux moines à la tête tonsurée, une figure portant un bonnet - peut-être une femme juive -, et une tête couronnée : quel que soit leur rang temporel, tous les pêcheurs seront châtiés.
On trouve des thèmes et une manière proche dans d'autres églises de la région, à Saint-Michel de Castéra-Loubix et à Saint-Étienne de Lamayou, à Peyraube.

#### Les autres églises
Au nord-ouest de la commune, l'église Saint-André d'Ainx, rebâtie après les guerres de Religion, présente un beau portail du XVIIIe siècle.
L’église Saint-Martin de Lasserre, datant partiellement du XVe siècle, comporte un clocher-mur et renferme un retable du XVIIe siècle attribué à Dominique Ferrère.
L'église Saint-Jean-Baptiste de Parsan date du XVIIIe siècle et contient un mobilier du XVIIe siècle et du XVIIIe siècle.

### Patrimoine culturel immatériel
Chaque année, lors des Fêtes de Montaner, les jeunes âgés de 18 ans, à peine majeur, font le tour du village afin de se présenter aux habitants. Cette tradition, appelée "Sérénade" a été reconnue par le ministère de la culture et inscrite à l'Inventaire du patrimoine culturel immatériel en France en 2013.

## Équipements

### Éducation
Montaner dispose d'une école maternelle.

## Personnalités liées à la commune
Talèse d'Aragon était une noble aragonaise, épouse du vicomte Gaston IV de Béarn. Elle épousa en 1085 Gaston (futur Gaston IV de Béarn) fils du vicomte de Béarn Centulle V. Elle reçut en dot la vicomté de Montaner.
Sicard de Lordat fut un architecte du XIVe siècle originaire du comté de Foix qui travailla pour Gaston Fébus. Le château de Montaner fait partie de ses réalisations.